# 2013 RN124
2013 RN124, também escrito como 2013 RN124, é um objeto transnetuniano (TNO) que está localizado no Cinturão de Kuiper, uma região do Sistema Solar. Este corpo celeste é classificado como um cubewano. Ele possui uma magnitude absoluta de 6,77 e tem um diâmetro com cerca de 209 km. O astrônomo Mike Brown lista este corpo celeste em sua página na internet como um candidato a possível planeta anão.

## Descoberta
2013 RN124 foi descoberto no dia 2 de setembro de 2013 pelo Dark Energy Survey.

## Órbita
A órbita de 2013 RN124 tem uma excentricidade de 0,154 e possui um semieixo maior de 45,471 UA. O seu periélio leva o mesmo a uma distância de 38,456 UA em relação ao Sol e seu afélio a 52,485 UA.